# Cantone di Royan
Il Cantone di Royan è una divisione amministrativa dell'arrondissement di Rochefort.
È stato costituito a seguito della riforma approvata con decreto del 27 febbraio 2014, che ha avuto attuazione dopo le elezioni dipartimentali del 2015.

## Composizione
Comprende i 3 comuni di:
- Royan
- Saint-Georges-de-Didonne
- Vaux-sur-Mer